# César González Mínguez
César González Mínguez (Palencia, 26 de diciembre de 1943) es un historiador español. Catedrático de Historia Medieval de la Universidad del País Vasco. Es autor de más de un centenar de obras, entre libros y artículos, en las que ha abordado una variada temática, como relaciones de poder en la Corona de Castilla a fines de la Edad Media, fiscalidad, hermandades concejiles, villas medievales, infraestructura viaria, nobleza y luchas de bandos, historiografía,  etc.

## Biografía
Pertenece a la Sociedad de Estudios Vascos, a la Real Sociedad Bascongada de Amigos del País (Comisión de Alava), a la Sociedad Española de Historia de la Construcción y a la Sociedad Española de Estudios Medievales.  Es Académico de la Institución Tello Téllez de Meneses, de Palencia, y  es Correspondiente por Álava de la Real Academia de la Historia.

## Obras
- Consejo de Cultura de la Diputación Foral de Alava, ed. (1974). Contribución al estudio de las Hermandades en el reinado de Fernando IV de Castilla. Vitoria. ISBN 8450062136.
- Fernando IV de Castilla (1295-1312). La guerra civil y el predominio de la nobleza, Vitoria, 1976;
- El Portazgo en la Corona de Castilla. Aproximación a su estudio en la Corona de Castilla, Bilbao, 1989;
- La infraestructura viaria Bajomedieval en Alava (en colaboración), Vitoria, 1991;
- La otra historia. Sociedad, cultura, mentalidades (ed.), Bilbao, 1993;
- Fernando IV, 1295-1312 (1ª edición). Palencia: La Olmeda. 1995. ISBN 84-8173-027-0.
- Las raíces medievales de la ciudad actual: el ejemplo de la Corona de Castilla, Vitoria, 1997;
- Berantevilla en la Edad Media. De aldea real a villa señorial, Vitoria, 2000, etc.